# اسپن‌ایر
اسپن ایر (به انگلیسی: Spanair) یک شرکت هواپیمایی اسپانیایی است که پایگاه اصلی آن در منطقه هوستپیتالت ده لیوبرگات در نزدیکی بارسلون قرار دارد. تا پیش از سال ۲۰۰۹ این شرکت از شرکت‌های زیر مجموع شرکت هواپیمایی اسکاندیناوین بود. در حال حاضر کمتر از ۲۰٪ سهم شرکت داراست.